# Saint-Marsal
Saint-Marsal è un comune francese di 103 abitanti situato nel dipartimento dei Pirenei Orientali nella regione dell'Occitania.

## Società

### Evoluzione demografica
Abitanti censiti